# Luigi Ruzzini
Luigi Ruzzini (Venezia, 23 aprile 1658 – Bergamo, 18 marzo 1708) è stato un vescovo cattolico italiano.

## Biografia
Luigi Ruzzini era figlio di Marco e Cattaruzza Zen, nobile famiglia veneziana dei Ruzzini, fratello del doge Carlo Ruzzini e di Giannantonio senatore della Repubblica di Venezia.
Luigi seguì il padre, che era podestà, a Padova dove studiò diritto canonico e civile divenendo membro degli Ordini del Collegio dei Savi e magistrato per i provvedimenti della sanità della Repubblica di Venezia firmando nel 1691 il decreto che proibiva il commercio con la Dalmazia e la Croazia.
Prese i voti sacerdotali all'età di trentotto anni, ordinato il 9 dicembre 1696 venendo poi nominato per un biennio primicerio presso la Basilica di San Marco.
Alla morte del vescovo di Bergamo Daniele Giustiniani, furono molti i prelati che si candidarono per questo ruolo, ma a Bergamo, che era una diocesi ricca, serviva la presenza di un vescovo che fosse anche di nobili origini, che riuscisse a conciliare il potere ecclesiastico da quello laico sempre in contrapposizione.

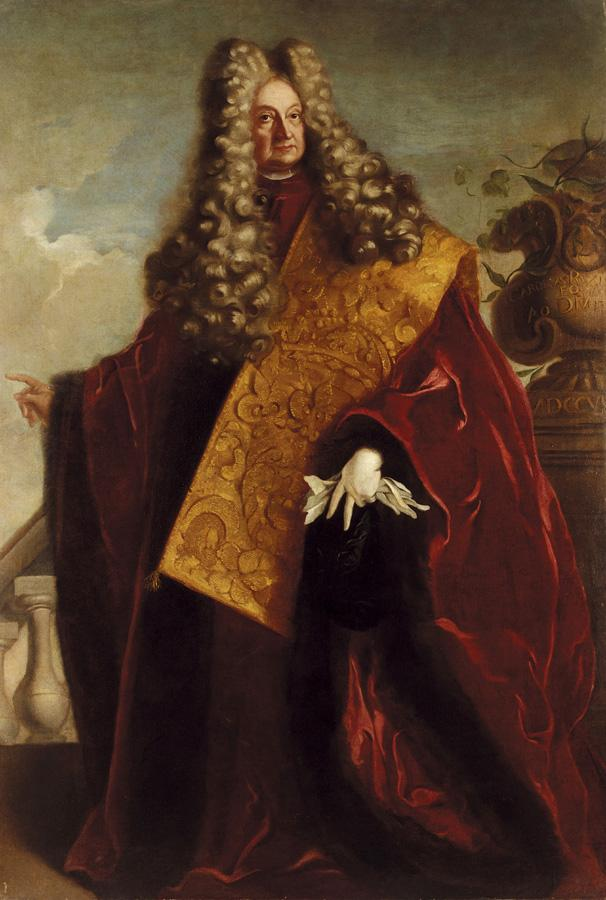
Il fratello doge Carlo Ruzzini

Fu papa Innocenzo XII a nominarlo vescovo di Bergamo il 27 gennaio 1698; venne consacrato vescovo il 2 febbraio successivo dal cardinale Marcantonio Barbarigo arcivescovo di Montefiascone e Corneto, coconsacranti Francesco Pannocchieschi, arcivescovo di Pisa, e l'arcivescovo Marcello d'Aste, segretario della Congregazione dei vescovi e regolari.
Ruzzini fu un uomo molto severo e devoto, divenne un vescovo molto attivo, presente nella diocesi, usava visitare ogni domenica una parrocchia differente per poter insegnare la dottrina cattolica attraverso la catechesi. A lui si deve l'istituzione della novena di Pentecoste. Per limitare e arginare la corruzione creò corsi e esercizi spirituali, avvicinandosi ai fedeli confessandoli personalmente.
Scrisse ai sacerdoti un vademecun intitolato Vita e officio del buon pastore e lascià al seminario un regolamento disciplinare introducendo lo studio della teologia, filosofia e del diritto dell'apologetica. Amava avvicinare i sacerdoti della sua diocesi per poter confrontarsi con loro ascoltando i problemi e ponendo adeguate considerazioni. Il suo desiderio era di migliorare la spiritualità dei suoi fedeli, attraverso i sacerdoti. Le sue visite pastorali sono registrate in molte parrocchie della diocesi.
Scriverà di lui il podestà di Bergamo Alvise Malipiero il 22 luglio 1702: conservando nell'animo suo la veneratione maggiore verso la patria va tessendosi con la sua essemplarità ed opere giornaliere di pietà con i più miserabli, corone di gloria in cielo, e applausi particolari di quei popoli che con tenerezza ammirano il suo religioso contegno.
Il Ruzzini si trovò a gestire il capitolo della basilica di sant'Alessandro dopo che i due santi patroni della città, sant'Alessandro e san Vincenzo e i relativi canonici, vi avevano obbligatoriamente trovato un'unica collocazione dopo la distruzione della chiesa di sant'Alessandro in colonna con la conseguente costruzione delle mura veneziane. Non potendo recuperare la salma di san Vincenzo, nel 1704, il vescovo donò una cassa con il corpo di un martire delle catacombe di Roma di nome Vincenzo.
Ai fedeli inviava lettere, e ai poveri contribuiva con il proprio patrimonio personale. La sua vicinanza diretta ai bisognosi ed ai malati fu anche la causa della sua morte. Il 10 e il 14 marzo 1708, il vicario Francesco Vascellino de Mozzi, avvisò tutti i sacerdoti della diocesi di pregare per il vescovo che era stato colto da male considerevole, era infatti stato contagiato da una grave infezione durante le sue visite agli ammalati, sarà il vescovo di Brescia cardinale Giovanni Boader ad assisterlo e ad annunciarne la morte il 24 marzo.

## Genealogia episcopale
La genealogia episcopale è:
- Cardinale Guillaume d'Estouteville, O.S.B.Clun.
- Papa Sisto IV
- Papa Giulio II
- Cardinale Raffaele Riario
- Papa Leone X
- Papa Paolo III
- Cardinale Francesco Pisani
- Cardinale Alfonso Gesualdo
- Papa Clemente VIII
- Cardinale Pietro Aldobrandini
- Cardinale Laudivio Zacchia
- Cardinale Antonio Barberini, O.F.M.Cap.
- Cardinale Marcantonio Bragadin
- Cardinale Gregorio Barbarigo
- Cardinale Marcantonio Barbarigo
- Vescovo Luigi Ruzzini